# 八王子車人形
八王子車人形（はちおうじ くるまにんぎょう）とは、東京都八王子市において伝承されている人形劇。国の重要無形民俗文化財。

## 概要
車人形は文楽に似た人形を用いる人形劇である。考案されたのは江戸末期で、考案者は武蔵国高麗郡阿須村（現在の埼玉県飯能市）に生まれた山岸柳吉（1825年（文政8年）生まれ）である。
山岸は京屋という染物屋の四男として生まれ、18歳の時に現在の昭島市大神にあった酒蔵に奉公に出る（福生市にある石川酒造（「多満自慢」）であったという説もあり）。奉公先の主人に才能を認められた山岸は20歳から28歳の間、大坂に文楽の修行の為、派遣される。
山岸は武蔵に戻った後、今度は江戸の文楽師、西川伊三郎に師事。ここで山岸は西川古柳の名を貰い、車人形を創始する。安政から文久年間（1854－64）のことであったとされる。その特徴は、「一人で一体の人形を操ること」「人形遣いは底に車のついた小箱に腰掛けながら演技すること」である。現在の大分県北原地方から江戸に伝播した碁盤人形の技術も参考にしていたと言われる。
車人形に用いる箱車は前に2つ、後側に1つの車を持っており、これによって前後の移動の他、後側の車を軸とした回転運動を行うことが出来る。また文楽とは違って人形の足は足裏の棒を介して人形遣いのつま先と繋がっており、人形遣いは自らの両足によって人形の足を操作する。
文楽に比して舞台上は三分の一の人間で上演できる車人形は公演経費も割安で、一時は東京市中でも人気を集めたが、映画の登場とともに衰退。多摩地方の郷土芸能としてひっそりと受け継がれるのみとなる。現在、この芸能を保持しているのは西川古柳座を始めとするわずか三座に過ぎない。
山岸の創始した芸能は弟子の瀬沼時太郎に受け継がれ、時太郎は二代目古柳として現在の八王子市を中心に活動を展開する。以降、瀬沼家が西川流車人形の家元を代々輩出している。

## 西川古柳座
現在の家元は五代目で、本名は瀬沼享という（平成8年に五代目家元を襲名）。本拠地は八王子市恩方である。先代は瀬沼時雄といい、実家は祖父の代から織物業を営んでいたが、1968年（昭和43年）にこれを廃業し、専業の車人形師となった。四代目は鄙びた郷土芸能であった車人形を国際的に認められるレベルに引き上げた人物であり、人形遣いの技術を文楽の吉田文周に師事して改良した他、語りを説教浄瑠璃から義太夫に変更し、また箱車の車にも軸受けにボールベアリングを導入するなど、数々の工夫を行っている。
更に近年は鶴賀若狭掾との新内節による公演が多く行われている。
五代目は落語やバレエなどとのコラボレーション公演や海外公演なども積極的に行
い、また子供たちへの指導など後進の育成にも力を入れている。
- 1984年（昭和59年）、東京都無形文化財指定。
- 1993年（平成5年）、文化庁芸術祭賞受賞。
- 1996年（平成8年）、記録作成等の措置を講ずべき無形の民俗文化財選択。
- 2004年（平成16年）、五代目家元西川古柳が八王子市観光大使に任命。

## 主な演目
- 寿式三番叟
- 東海道中膝栗毛 赤坂並木の段
- 日高川入相花王（安珍・清姫伝説を基にしている）
- 傾城阿波の鳴門
- 壺坂観音霊験記
- 蘆屋道満大内鑑
- 紺屋高尾
- 小栗判官一代記
- 伊達娘恋緋鹿子
- 景事団子売り

## 歴代の西川古柳
- 初代：山岸柳吉
- 二代目：瀬沼時太郎
- 三代目：瀬沼周助
- 四代目：瀬沼時雄
- 五代目：瀬沼享